# École du Louvre

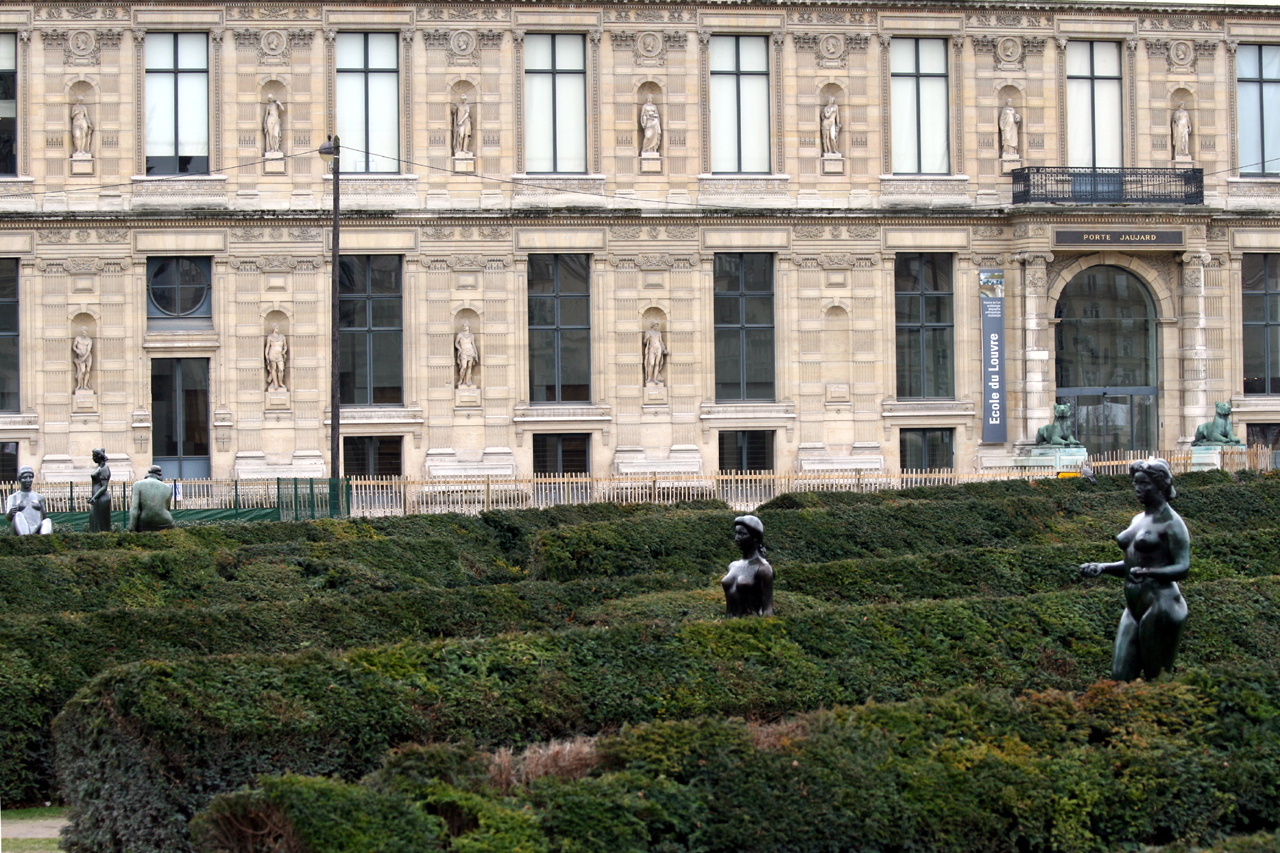
Die École du Louvre

Die École du Louvre (Louvre-Schule) wurde 1882 gegründet und ist eine dem französischen Ministerium für Kultur und Kommunikation unterstellte Hochschule für Kunstgeschichte, Archäologie, Epigraphik und Museologie in Paris. Sie befindet sich innerhalb des Louvre im Flügel „Aile de Flore“. Als Grande école gehört sie zu den Ausbildungsstätten der französischen Führungselite im Kulturbereich.
Die École du Louvre und das Institut für Europäische Kunstgeschichte der Ruprecht-Karls-Universität Heidelberg bieten den gemeinsamen Master-Studiengang „Internationaler Master Kunstgeschichte und Museologie“ (IMKM) an. Dieser binationale Studiengang wurde zum Wintersemester 2006/07 gegründet und erfreut sich regen Interesses internationaler Studierender. Seit 2017 gibt es zudem einen gemeinsamen Promotionsstudiengang.